# Preseka, Šmohor - Preseško jezero
Preseka (nemško Presseggen) je naselje občine Šmohor - Preseško jezero v okraju Šmohor na Koroškem v Avstriji.